# كأس العالم الشاطئية 2006
كأس العالم الشاطئية 2006 هو موسم من كأس العالم الشاطئية. أشرف على تنظيمه الاتحاد الدولي لكرة القدم، وكان عدد الأندية المشاركة فيه  16، وفاز فيه منتخب البرازيل لكرة القدم الشاطئية.